# 秋田信用金庫
秋田信用金庫（あきたしんようきんこ、英語：Akita Shinkin Bank）は、秋田県秋田市に本店を置く信用金庫である。

## 概要
1911年3月、有限責任秋田共益信用組合として設立。戦後、信用金庫法の施行に基づき、1951年10月、秋田信用金庫となる。
1995年4月1日、土崎信用金庫（本店：秋田市）を合併し、営業エリアが重なる3店舗を8月に統合した。2002年7月22日、前年9月に経営破綻したマイカルの社債5億円が償還不能となったほか、元支店長が横領で逮捕されたことが尾を引き信用不安に陥り、自主再建を断念した秋田県中央信用組合（本店：男鹿市）から事業譲渡された。同日付けで県中央信組は解散し、8つの本支店は閉鎖されたため、秋田信金は同日付で船越支店男鹿出張所を開設した。さらに2003年10月20日、経営基盤の強化と効率化を図るため、五城目信用金庫（本店：五城目町）と対等合併した。合併後も同町指定金融機関を引き続き受託してきたが、のちに秋田銀行に交代。秋田信金は収納代理金融機関となった。
2007年7月17日、旧本店の隣に8億円余りを投じ建設した地下1階、地上7階からなる新本店ビルにおいて業務を開始している。
2015年6月の総代会において、県全域に事業地区を拡大するための定款変更が決議され、9月東北財務局からの正式認可を経て、県全域に営業区域を拡大した。

### 旧土崎信用金庫本店ビル

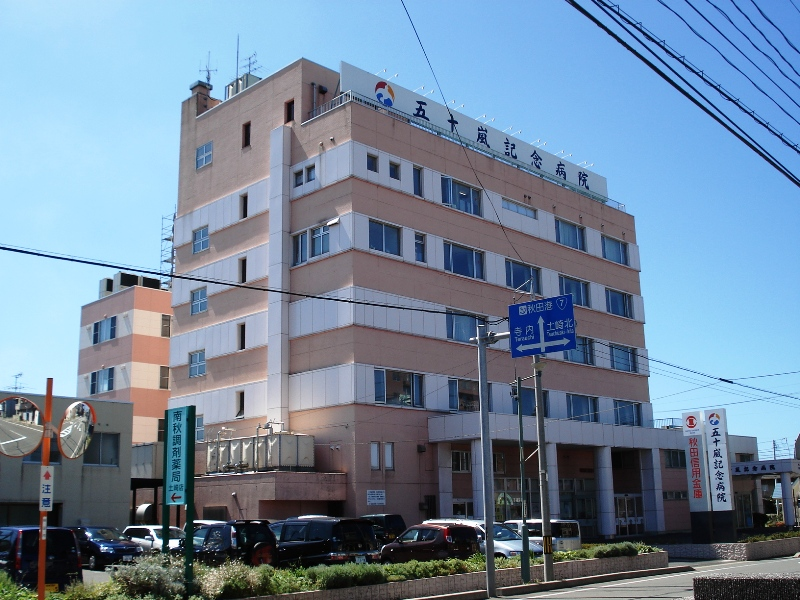
五十嵐記念病院・土崎支店（旧土崎信用金庫本店）

旧土崎信用金庫本店（合併当初は土崎中央支店、現：土崎支店）ビルの一部は、現在、五十嵐記念病院として活用されている。これは、合併後のシステム統合の実施によって、余剰スペースが生まれたため、秋田信金が有効活用を模索していたところ、当時近隣にあった五十嵐記念病院が建物の老朽化で移転ないしは建て替えを検討していたことが分かり、秋田信金と五十嵐記念病院は協議に入った結果、土崎支店として必要最低限なスペースを残して、残りのスペースを五十嵐記念病院側にテナントとして貸し出すことなった。これによって、1、2階に土崎支店および五十嵐記念病院の外来診察部門、3階以上は病室等に改装された。

## 沿革

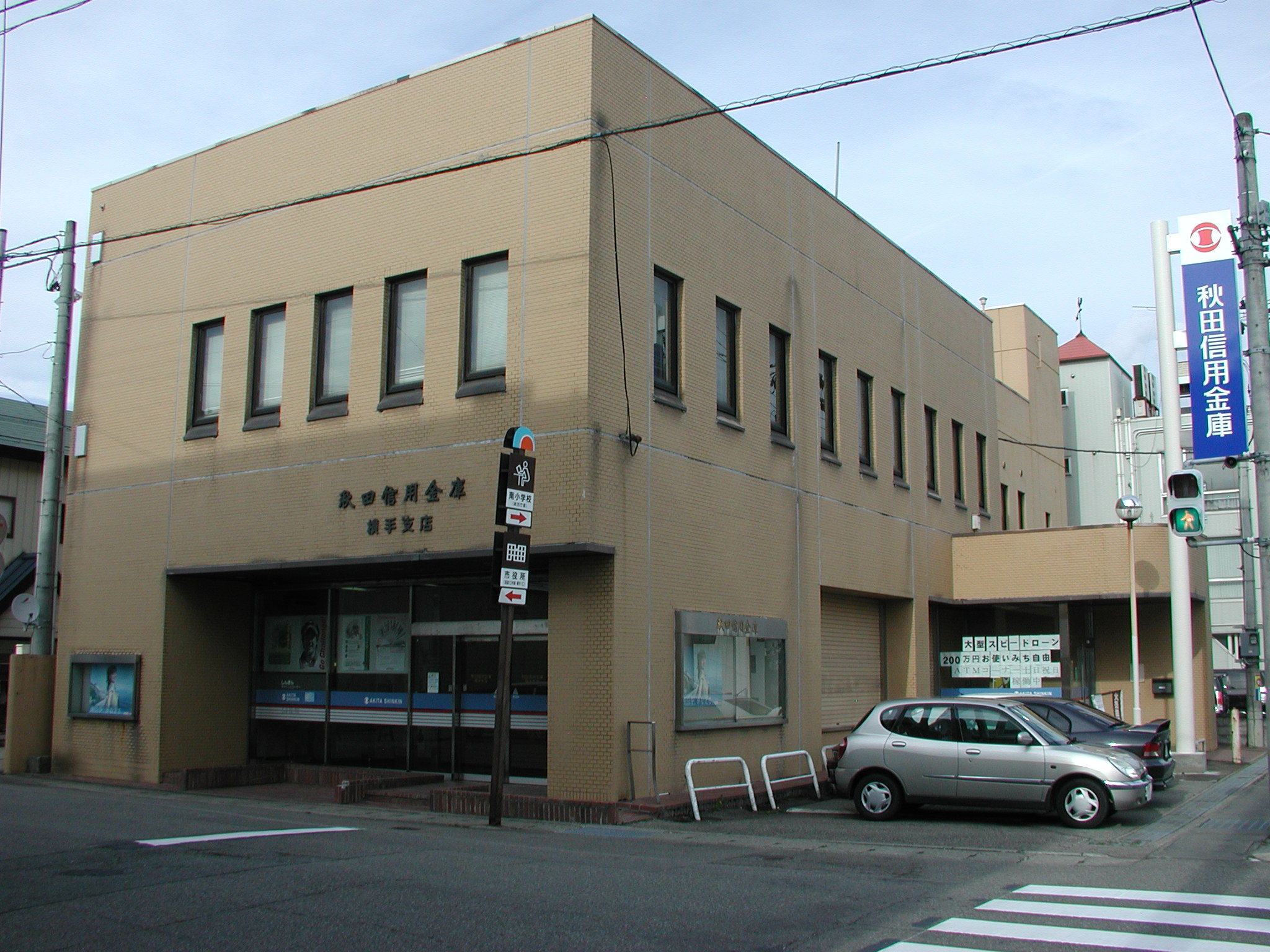
あきしん最南端の店舗：横手支店の旧店舗（2009年9月）

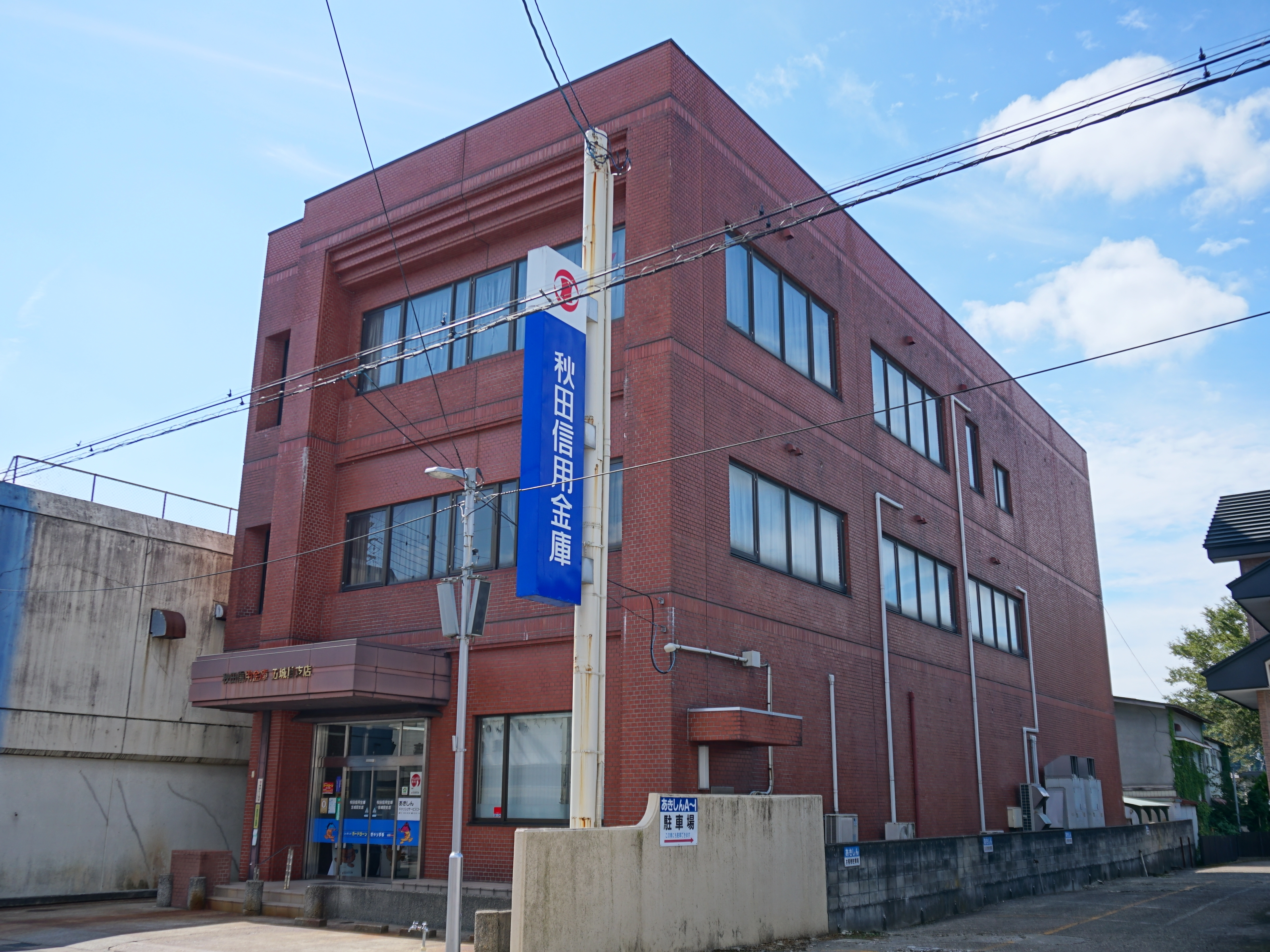
旧五城目信金本店である五城目支店の旧店舗（2019年9月）

- 1911年3月29日 - 有限責任秋田共益信用組合として設立。
- 1942年3月 - 牛島支店開設。
- 1943年4月 - 秋田共益信用組合に改組。
- 1949年6月 - 秋田駅前支店開設。
- 1950年4月 - 秋田信用組合に改組。
- 1951年
  - 1月 - 船越支店開設。
  - 10月 - 秋田信用金庫に改組。
- 1952年11月 - 横手信用組合の事業の全部を譲り受け、横手支店開設。
- 1954年10月 - 南通り支店開設。
- 1958年8月 - 脇本支店開設。
- 1961年1月 - 本店を現在地に移転。
- 1963年11月 - 川尻支店開設。
- 1973年7月 - 天王支店開設。
- 1976年9月 - 割山支店開設。
- 1979年12月 - 土崎支店開設（現在の土崎支店は、旧土崎信金本店→当信金土崎中央支店が前身）。
- 1980年12月 - 広面支店開設。
- 1983年11月 - 仁井田支店開設。
- 1995年
  - 4月 - 土崎信用金庫と合併（土崎信用金庫本店は秋田信用金庫土崎中央支店に改称）。
  - 8月 - 合併により生じた重複隣接店（中通り支店、土崎支店、仁井田中央支店）の統廃合を実施 。
- 1996年
  - 4月 - 船越支店ジョイフルシティ男鹿出張所開設 (ATM)。
  - 8月 - 横手支店横手市役所出張所開設 (ATM)。
- 1997年3月 - 秋田駅前支店秋田駅出張所開設 (ATM)。
- 1998年
  - 9月 - 土崎中央支店（旧土崎信金本店）、将軍野支店と統合し土崎支店に改称。
  - 10月 - 泉支店開設。
  - 10月 - 旧将軍野支店跡地に、土崎支店将軍野出張所開設 (ATM)。
  - 10月 - 秋田駅前支店にローンプラザを設置。
- 1999年7月 - 飯島支店（旧土崎信金）廃止、跡地に港北支店飯島出張所開設 (ATM)。
- 2000年4月 - 秋田駅前支店ローンプラザの取扱い業務を拡大し、土・日営業センターを開設。
- 2001年6月 - 創立90周年。
- 2002年
  - 5月 - 牛島支店イオン秋田ショッピングセンター出張所開設 (ATM)。
  - 7月22日 - 秋田県中央信用組合の事業の全部を譲り受け、船越支店男鹿出張所を開設。
  - 9月 - 仁井田支店ナイス仁井田南店出張所開設 (ATM)。
  - 12月 - 秋田駅前支店秋田市民市場出張所開設 (ATM)。
- 2003年10月20日 - 五城目信用金庫と合併、五城目信用金庫本店を秋田信用金庫五城目支店に改称。
- 2004年7月 - 秋田駅前支店秋田拠点センターアルヴェ出張所開設 (ATM)。
- 2005年
  - 9月 - 南通り支店・飯島支店（旧五城目信金）を廃止、飯島支店跡地に港北支店飯島北出張所 (ATM) 設置。
  - 9月 - 牛島支店イオン秋田ショッピングセンター出張所、土崎支店将軍野出張所（いずれもATM）廃止。
- 2006年1月23日 - 新銀行東京とのATM相互接続を開始。後に解除。
- 2007年7月 - 本店を新築。従来の建物は、改修により別館となり、翌年1月にリニューアルして開設。
- 2008年
  - 6月2日 - 秋田銀行・羽後信用金庫・秋田ふれあい信用金庫・秋田県信用組合と相互出金提携（秋田あったかネット）を開始
  - 9月 - 横手支店横手市役所出張所を廃止 (ATM)。
    - ただし、2005年10月の新設合併により、別の場所に横手市役所が設置されたため、合併前から引き続き旧市時代の庁舎に所在していた。

  - 10月29日 - 店舗閉鎖に伴い、船越支店ジョイフルシティ男鹿出張所閉鎖 (店舗外ATM)。
  - 12月1日 - 船越支店スーパーセンターアマノ男鹿店出張所開設 (店舗外ATM)。事実上、ジョイフルシティ男鹿出張所の代替設置。
  - 12月15日 - イオン銀行との相互接続開始。
- 2010年9月20日 - 川尻支店を本店に統合、跡地に本店川尻出張所（店舗外ATM）を設置。
- 2011年4月1日 - 港北支店飯島北出張所（店舗外ATM）を廃止。
- 2012年
  - 6月30日 - 秋田駅前支店秋田拠点センターアルヴェ出張所（店舗外ATM）を廃止。
  - 7月5日 - 秋田駅前支店エリアなかいち出張所（店舗外ATM）を新設。
  - 9月24日 - 若美支店（旧五城目信金）を船越支店に統合、跡地に船越支店若美出張所（店舗外ATM）を設置。
  - 10月1日 - ICキャッシュカードの発行を開始。
  - 11月19日 - 八郎潟支店を五城目支店内へブランチインブランチ化。
- 2013年
  - 4月1日 - 八郎潟支店の新店舗を従前位置の跡地に新築開店。
- 2014年
  - 6月9日 - 牛島支店を、本店別館(本店旧窓口)内に移転。
  - 9月26日 - 船越支店男鹿出張所の窓口を閉鎖。店舗外ATMの拠点として存置。
  - 11月25日 - 牛島支店を、牛島東一丁目の新店舗に移転。
- 2015年
  - 3月13日 - 入居先の老朽化に伴い、本店川尻出張所を廃止しATMを稼働停止。
  - 5月7日 - 天王支店潟上市役所出張所（店舗外ATM）を新設。
  - 10月1日 - あきた創業サポートファンド（あきた創業投資事業有限責任組合）を設立。
- 2016年
  - 4月18日 - 港北支店を秋田市土崎港中央7丁目から同北7丁目に新築移転。
  - 4月28日 - 港北支店飯島出張所(店舗外ATM)を廃止。
  - 5月6日 - 本店秋田市役所出張所（店舗外ATM）を新設。
  - 11月4日 - 秋田駅前支店がなど立地する区画に関し秋田県版CCRCとして再開発する計画が明らかとなる。
  - 12月26日 - 羽後信用金庫、信金中央金庫とともに秋田県と地域経済活性化に関する連携協定を締結[9]。
- 2018年
  - 6月11日 - 秋田駅前支店を、本店別館(本店旧窓口)内に移転。
  - 11月5日 - 船越支店を、男鹿市船越字船越から同字内子に新築移転。
- 2019年
  - 4月1日 - 泉支店と八郎潟支店で昼休みを導入[10]。
  - 9月24日 - 脇本支店を船越支店に統合。跡地に、船越支店脇本出張所（店舗外ATM）を設置。
- 2020年
  - 9月14日 - 泉支店を新国道支店に統合。跡地に、新国道支店泉出張所（店舗外ATM）を設置。
  - 9月30日 - 秋田駅前支店秋田駅出張所、秋田駅前支店エリアなかいち出張所（いずれも店舗外ATM）を廃止。
  - 10月5日 - 秋田駅前支店を本店別館からクロッセ秋田1Fに移転。
- 2021年
  - 4月5日 - ローソン銀行との接続開始。
  - 8月3日 - 船越支店脇本出張所（店舗外ATM）をマックスバリュ男鹿店内に移設。
  - 9月30日 - 本店秋田市役所出張所、秋田駅前支店秋田市民市場出張所、仁井田支店ナイス仁井田南店出張所、船越支店スーパーセンターアマノ男鹿店出張所、天王支店潟上市役所出張所（いずれも店舗外ATM）を廃止。
  - 10月1日 - 横手支店に昼休みを導入。併せて、八郎潟支店の昼休みの時間を変更。
- 2022年
  - 10月11日 - 北都銀行旧五城目支店の土地・建物を取得[11]し、五城目支店を移転[11]。
  - 11月7日 - 牛島支店、割山支店、広面支店、自衛隊前支店に昼休みを導入。
  - 12月2日 - 船越支店男鹿出張所（店舗外ATM）を、道の駅おが内に移設。
  - 12月19日 - 昭和支店を潟上市飯田川下虻川から同市昭和大久保に新築移転
- 2024年
  - 5月13日 - 横手支店を、建て替えのため一時的に横手市四日町から同市神明町に移転[12]。
- 2025年
  - 2月17日 - 秋田駅前支店、仁井田支店、港北支店、新国道支店、天王支店、昭和支店に昼休みを導入。
  - 6月16日 - 横手支店を、横手市四日町に新築。

## キャラクター
キャラクターはなまはげの鬼をモチーフにした「ナミー・ハギー」。これは、2001年に開催された秋田ワールドゲームズ2001の大会マスコットだったが、終了後に大会事務局から三傳商事を通して当信金に譲渡された。作者は秋田市在住のデザイナー、石川貴教。

## totoの払い戻し店
スポーツ振興くじ (toto) 当選券の払い戻しは次の店舗でのみ取り扱う。いずれの店舗も、販売は行っていない。
| - 本店 - 秋田駅前支店 - 土崎支店 - 港北支店 | - 横手支店 - 船越支店 - 五城目支店 |